# Cantó de Sains-Richaumont
El cantó de Sains-Richaumont és un cantó francès del departament de l'Aisne, situat al districte de Vervins. Té 19 municipis i el cap és Sains-Richaumont.

## Municipis
- Berlancourt
- Chevennes
- Colonfay
- Franqueville
- Le Hérie-la-Viéville
- Housset
- Landifay-et-Bertaignemont
- Lemé
- Marfontaine
- Monceau-le-Neuf-et-Faucouzy
- La Neuville-Housset
- Puisieux-et-Clanlieu
- Rougeries
- Sains-Richaumont
- Saint-Gobert
- Saint-Pierre-lès-Franqueville
- Le Sourd
- Voharies
- Wiège-Faty

## Història
| Data d'elecció                           | Identitat          | Partit                        | Qualitat |
| ---------------------------------------- | ------------------ | ----------------------------- | -------- |
| 1945-1949                                | M. Laurent         | PCF                           |          |
| 1949-1967                                | Jean Risbourg      | RPF, després UNR, després UDR |          |
| 1967-1998                                | Pierre Bry         | UDR, després RPR              |          |
| 1998-2004                                | Jean-Marie Marécat | RPR                           |          |
| 2004-2012                                | Michel Lefèvre     | PS                            |          |
| 2012-                                    | Isabelle Ittelet   | PS                            |          |
| les dades anteriors no són pas conegudes |                    |                               |          |
|                                          |                    |                               |          |

## Demografia
| A partir de 1990: Població sense dobles comptes |